# Les Chevaliers d'Héliopolis
Les Chevaliers d'Héliopolis est une bande dessinée scénarisée par le Chilien Alejandro Jodorowsky et dessinée par le Belge Jérémy. Les couleurs sont réalisées par l'Espagnol Felideus Bubastis. Elle est éditée chez Glénat, dans la Collection Graphica.
Le premier tome, Nigredo, l'œuvre au noir en référence à la première phase du Grand œuvre alchimique, est sorti en mai 2017. Trois autres tomes sont sortis : Albedo, l’œuvre au blanc, Rubedo, l’œuvre au rouge et Citrinitas, l’œuvre au jaune.

## Histoire
L'histoire se passe à la fin du XVIIIe siècle et au début du XIXe siècle, et raconte l'initiation de Louis XVII, hermaphrodite qui a survécu à ses agresseurs lors de la Révolution française. Dans la société secrète des alchimistes, on trouve Fulcanelli, Imhotep, Nostradamus. Parmi les autres personnages, on croise Louis XVI, Marie-Antoinette d'Autriche, Jean-Paul Marat et Charlotte Corday, puis Louis XVIII.
Le tome 2 a pour personnage central celui de Napoléon Ier, qui conquiert l'Europe.

## Albums
1. Nigredo, l'Œuvre au noir, 54 p., grand format, 2017 (DL 05/2017)  (ISBN 978-2-344-01132-4)[2].
2. Albedo, l'Œuvre au blanc, 62 p., grand format, 2018 (DL 04/2018)  (ISBN 978-2-344-01132-4)[3].
3. Rubedo, l'Œuvre au rouge, 56 p., grand format, 2019 (DL 03/2019)  (ISBN 978-2-344-02793-6)[4].
4. Citrinitas, l'Œuvre au jaune, 55 p., grand format, 2019 (DL 01/2020)  (ISBN 978-2-344-03273-2)[5].